# Žít a nechat zemřít
Žít a nechat zemřít je v pořadí osmý film o Jamesi Bondovi z roku 1973, adaptace druhého románu spisovatele Iana Fleminga o této postavě z roku 1954.

## Náhrada za Conneryho
Návrat Seana Conneryho do oficiální série v Diamanty jsou věčné byl jednorázový a hned po premiéře se Broccoli a Saltzman pustili do hledání úctyhodné náhrady. Rozhodli se, že zkusí dalšího Jamese Bonda najít v armádních službách. EON Productions podali do několika armádních časopisů inzerát: „Jste 007?“ Tento nápad ztroskotal na odporu britského hereckého společenství Equity. Do roku 1972 uvažovali producenti například o Julianu Gloverovi, pozdějším padouchovi z Jen pro tvé oči. Roger Moore měl šanci na roli Bonda už ve V tajné službě Jejího Veličenstva, ale v té době byla jeho postava Šimona Templáře ze seriálu Svatý příliš populární, aby mohl 007 důvěryhodně zahrát.

## Děj
James Bond v New Yorku vyšetřuje smrt několika britských agentů a stopy ho přivedou ke gangu překupníků drog. Objeví spojitost mezi panem Bigem a Dr. Kanangou, premiérem ostrova San Monique. Jeho pomocnicí proti Kanangovi a kultu woodoo se stává krásná Solitaire.

## Zajímavosti
Sedmdesátá léta, kdy osmá bondovka vznikla, byla také dobou blaxploitation, kdy se silně prosazovala afroamerická kultura. Vliv na Žít a nechat zemřít je evidentní. Je to také první bondovka, kde se vyskytuje fiktivní země a kde chybí postava Q (ten je v Dr. No, i když ho nehrál Desmond Llewelyn a je zde uvedeno pravé jméno Q, major Boothroyd).

## Osoby a obsazení
- James Bond – Roger Moore
- M – Bernard Lee
- Moneypenny – Lois Maxwell
- Felix Leiter – David Hedison
- Dr. Kananga – Yaphet Kotto
- Solitaire – Jane Seymour
- J.W. Pepper – Clifton James
- Tee Hee Johnson – Julius Harris
- Baron Samedi – Geoffrey Holder
- Rosie Carver – Gloria Hendry
- Quarrel Jr. – Roy Stewart

## Soundtrack
„Žít a nechat zemřít“ je prvním soundtrackem, který nebyl složen Johnem Barrym. Taktovku převzal George Martin. Titulní píseň byla napsána Paulem a Lindou McCartney. Zpíval Paul McCartney.

## Ocenění
- Oscar: 1 nominace (Titulní píseň Live and Let Die)